# Salomè (film 1923)
Salomè (Salome) è un film del 1923 diretto da Charles Bryant e interpretato dalla moglie, la famosa attrice di origine russa Alla Nazimova: il film è un omaggio dichiarato a Oscar Wilde. Le scenografie e i costumi si devono a Natacha Rambova, eccellente scenografa e moglie di Rodolfo Valentino, e sono ispirati «alle illustrazioni realizzate da Aubrey Beardsley per la première della tragedia di Wilde».

## Trama
In una notte di luna piena alla corte di Erode, re di Giudea, tutti fissano affascinati la giovane Salomè, viziata e cinica figlia di Erodiade, moglie del re. Anche il re è logorato dalla passione verso la sua figliastra. Ma la giovinetta è presa da un'insana passione per il profeta Giovanni, chiuso in un sotterraneo in giardino. Salomè convince uno dei soldati ad aprirle il pozzo dov'è calato Giovanni, nel desiderio di poter baciare le sue labbra ma questi la rifiuta mentre lancia accuse contro sua madre Erodiade tacciandola di essere una prostituta. Erode supplica la ragazza a danzare per lui promettendole in cambio qualsiasi cosa ella desideri. Salomè accetta e alla fine del ballo chiede al re la testa del profeta su un piatto d'argento. Il re, sgomento per la richiesta, tenta in tutti i modi di convincere la ragazza a cambiare richiesta, arrivando a offrirle metà del suo regno. Erodiade, invece, convinta che la figlia abbia chiesto la testa di Giovanni per vendicare le offese da lei ricevute, gioisce. Nonostante le proposte del re, Salomè non desiste dalla sua richiesta ed Erode alla fine è costretto a tener fede alla parola data. Quando la testa le viene consegnata Salomè si distende a terra e dopo essersi coperta con un velo bacia la bocca del profeta provocando l'orrore di tutti, anche dello stesso re che ordina ai suoi soldati di ucciderla. Prima che le lance la trafiggano la ragazza con lo sguardo rivolto al cielo afferma: "Il mistero dell'amore e più grande del mistero della morte".

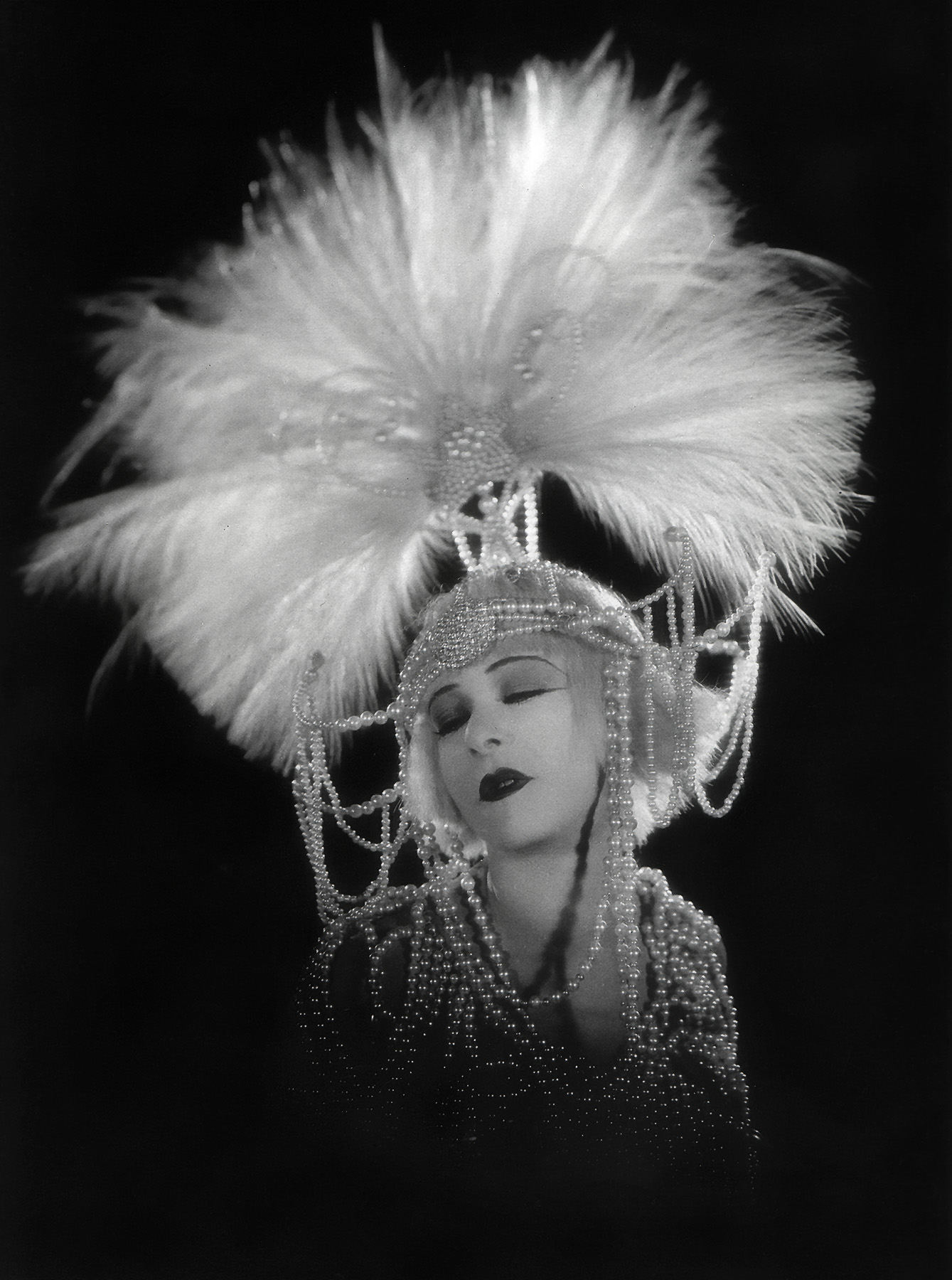
Alla Nazimova in Salomè

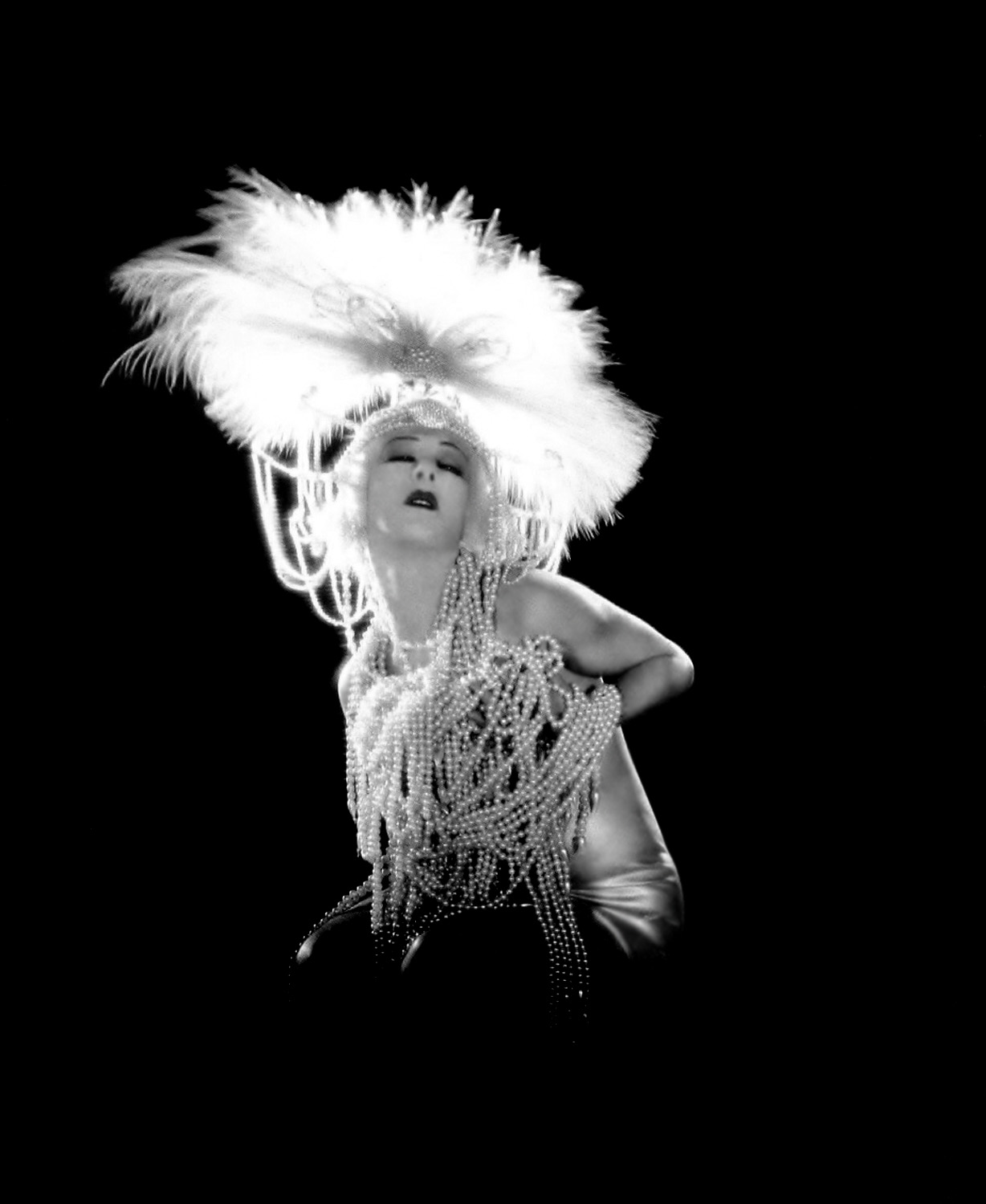
Alla Nazimova in Salomè

## Produzione
Prodotto da Alla Nazimova attraverso la sua casa di produzione, la Nazimova Productions, il film venne girato nel marzo del 1922. Il budget stimato fu di 350.000 dollari.

## Distribuzione
Il film fu distribuito dalla Allied Production and Distributing Corporation. Venne presentato in prima a New York il 31 dicembre 1922, distribuito in sala nel 1923. Nel 2003, la Image Entertainment distribuì in DVD il film negli Stati Uniti. In Francia, venne distribuito nel 2009 in DVD dalla Bach Films.

## Data di uscita
- USA 31 dicembre 1922 (prima, New York)
- USA 15 febbraio 1923
- Giappone 16 novembre 1923
- Finlandia 7 settembre 1925
- Portogallo 29 gennaio 1926
- USA 15 luglio 2003 DVD
- Francia 2009 DVD

## La critica
Natacha, intanto, firmava per Nazimova le scene e i costumi di un film di Charles Bryant, marito dell'attrice, una Salome voluta fortissimamente dalla russa per rendere omaggio a Oscar Wilde, commediografo di talento ma, soprattutto, nume tutelare della comunità omosessuale più alla moda. Un film girato completamente da artisti e tecnici omosessuali, il cui gusto decadente e immaginifico non riuscì a provocare alcuna risposta nel pubblico poco o niente smaliziato delle sale, decretandone l'insuccesso e provocando un tonfo nelle quotazioni della Nazimova, costretta a rivestire per il futuro, panni meno stravaganti che le saranno confezionati dagli altri registi cui sarà da allora affidata la sua carriera di attrice.